# Janus integer
Janus integer ang currant stem girdler – gatunek błonkówki z rodziny ździeblarzowatych.

## Zasięg występowania
Występuje w Ameryce Północnej.

## Budowa ciała
Ubarwienie ciała czarne z szerokim, pomarańczowo-czerwonym pasem w środkowej części odwłoka.

## Biologia i ekologia
W stanie Nowy Jork imago pojawiają się od połowy do końca maja. Samice składają jaja (owalne w kształcie, koloru żółtawobiałego) w miękiszu młodych pędów porzeczek, kilka centymetrów od ich czubka. Larwy wylęgają się po około 11 dniach, po czym żerują we wnętrzu pędów, powodując ich obumieranie i opadanie. Kończą one żer na początku września, następnie zimują w jedwabnym kokonie, w którym przepoczwarczają się wczesną wiosną.

## Znaczenie dla człowieka
Szkodnik porzeczek. Introdukowany z Palearktyki gąsienicznik Collyria coxator jest używany do jego biologicznej kontroli.